# Почесний митник України
Нагрудний знак «Почесний митник України» — це державна нагорода України для нагородження працівників митних органів України за вмілу організацію роботи і високі показники в службовій діяльності, зразкове виконання службового обов'язку і виявлену при цьому ініціативу, особисту мужність і самовідданість, а також громадяни, які внесли вагомий вклад у розвиток та розбудову митної системи та особисто сприяли захисту економічних інтересів України.

## Історія нагороди
17 квітня 1996 року, наказом Державного митного комітету України N 152, котрий був зареєстрований 30 квітня 1996 р. за N 210/1235 заснований Нагрудний знак «Почесний митник України». Наказом також затверджені зразок нагрудного знака «Почесний митник України», Положення про нагрудний знак, Опис нагрудного знака, зразки Посвідчення та Подання.

## Опис нагрудного знака «Почесний митник України»
Нагрудний знак «Почесний митник України» виготовляється зі сплаву жовтого кольору і має форму витягнутого по вертикалі та вигнутого назовні еліпса висотою 50 мм і шириною в центральній частині 38 мм. На лицьовій стороні знак має плоску окантовку загальною шириною 5 мм та розміщену по її внутрішньому краю рельєфну окантовку з витої стрічки.
У центрі еліпса, залитого емаллю голубого кольору, знаходиться п'ятикутний щит видовженої форми, покритий емаллю малинового кольору. На щиті — рельєфне стилізоване зображення Золотих воріт, в арці яких розміщено символ Державної митної служби України — Кадуцей. Розміри щита: по вертикалі — 30 мм, по горизонталі — 20 мм.
Вгорі та внизу знак охоплює стрічка з рельєфним написом «Почесний митник України».
Зворотний бік знака ввігнутий з вигравійованим номером знака та шпилькою для прикріплення його до одягу.